# فهرست پرستاران
این مقاله فهرستی است از پرستاران مشهور تاریخ. برای ثبت در اینجا، پرستار باید سرشناسی کافی داشته باشد و برای اطلاع در مورد پیشینه، اهمیت و دلیل سرشناسی باید از قبل مقاله بیوگرافی ویکی داشته باشد.

## پرستاران برجسته جهان
- آلبرتا هانتر-پرستار و خواننده جاز
- ادیث کاول-قهرمان جنگ جهانی اول

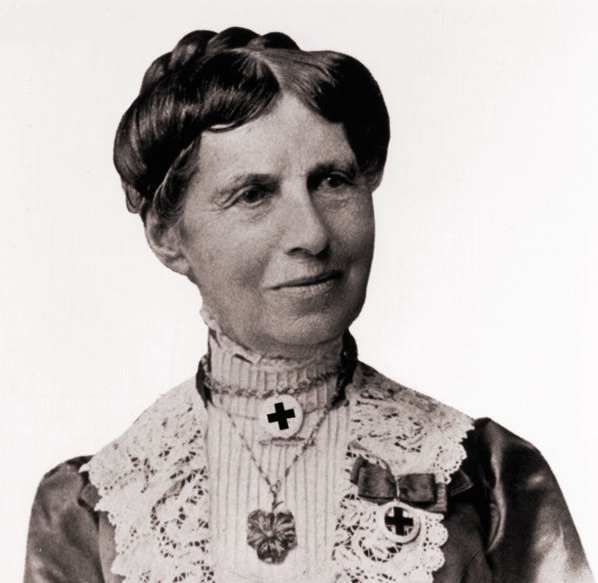
کلارا بارتون

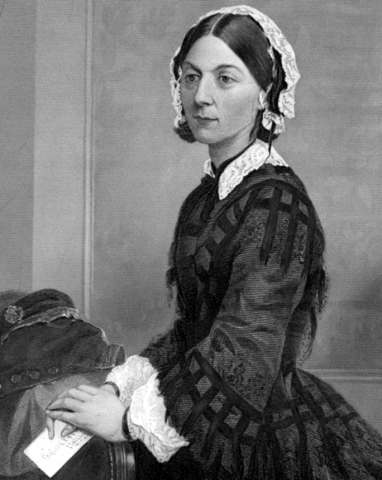
فلورانس نایتینگل

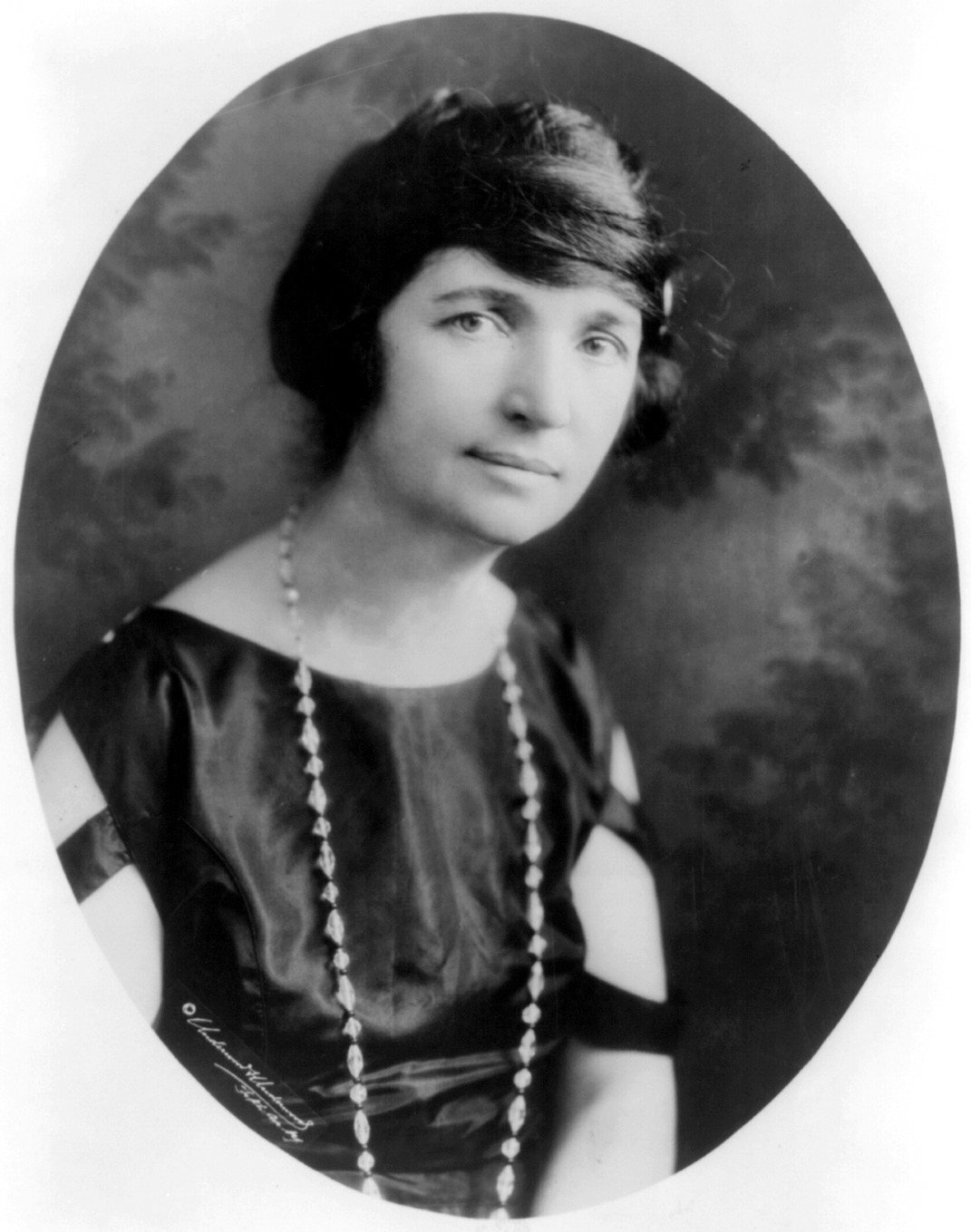
مارگارت سنگر ۱۸۷۹

- ارنا فلگل-پرستار آدولف هیتلر زاده ۱۹۰۳
- السا برانداستورم- (۱۸۸۸-۱۹۴۸) -پرستار صلیب سرخ سوئدی در دوران جنگ جهانی نخست در سیبری
- بتسی کادوالتر- (۱۷۸۹-۱۸۶۰)-پرستار اهل ولز در جنگ کریمه که در کنار فلورانس نایتینگل خدمت کرد.
- جیل پتیس-عضو پارلمان نیوزلند.
- دبی رو - (زاده ۱۹۵۸)، همسر مایکل جکسون خواننده
- دیان دان-پرستار و نویسنده داستان‌های علمی–تخیلی آمریکایی
- رزان النجار- (۱۹۹۶ / ۱۹۹۷–۲۰۱۸)، پرستار فلسطینی در جریان نجات در اعتراضات مرزی غزه در سال ۲۰۱۸ به او شلیک شد.
- ژان مانس -(۱۶۰۶–۱۶۷۳)، پرستار فرانسوی، بنیانگذار اوتل-دیو در مونترآل
- سارا اما ادموندز نویسنده کانادایی-آمریکایی که با ارتش اتحادیه در جنگ داخلی آمریکا خدمت کرد.
- سنت آلدا-قدیس کلیسای کاتولیک
- فلورانس نایتینگل پرستار اصلاحگر اجتماعی انگلیسی، در جنگ کریمه و بنیانگذار پرستاری نوین.
- کارولین مک‌کارتی-پرستار و سیاستمدار آمریکایی
- کالامیتی جین -(۱۸۵۲–۱۹۰۳)، مرزبان و پرستار آمریکایی
- کلارا بارتون-سازمان‌دهنده صلیب سرخ آمریکا
- کلیر برتشینجر- پرستار سوئیسی-انگلیسی که از جنبش خیریه Band Aid الهام گرفت.
- کیت لوریگ-پرستار و استاد دانشکده پزشکی دانشگاه استنفورد
- لانیکه-پرستار اسکندر مقدونی
- لیدی دیانا کوپر-پرستار، هنرپیشه و چهره برجسته اجتماعی در لندن و پاریس، که به‌طور گسترده به عنوان زیبایی قرن شناخته می‌شود.
- لیلیان والد- (۱۹۴۰–۱۹۶۷)، بنیانگذار پرستاران مدعو در ایالات متحده
- مارگارت سنگر - (۱۸۷۹–۱۹۶۶)، بنیانگذار جنبش پیشگیری از بارداری در ایالات متحده
- ماری‌آن بیکردایک- (۱۸۱۷-۱۹۰۱) پرستار جنگ داخلی آمریکا معروف به «مادر بیکردایک»
- مری تاد لینکلن-پرستار داوطلب آمریکایی در دوران جنگ داخلی آمریکا(۱۸۱۸–۱۸۸۲)
- مری سیکول- (۱۸۰۵–۱۸۸۱)، پرستار انگلیسی جامائیکایی در جنگ کریمه معروف به «فلورانس نایتینگل سیاه».
- ملکه فابیولای بلژیک- ملکه پیشین کشور بلژیک زاده ۱۹۲۸
- مویرا الن-گسترش‌دهنده مدل پرستاری مک‌گیل
- نگار شیخلینسکایا-نخستین پرستار جمهوری آذربایجان
- هریت تابمن-پرستار آمریکایی آفریقایی‌تبار و فعال آزادی‌خواه و مبارز علیه برده‌داری
- هیلدگارد پپلاو- نخستین نظریه پرستاری را پس از فلورانس نایتینگل منتشر کرد. او تئوری دامنه متوسط پرستاری در روابط بین فردی را ایجاد کرد. زهره رحمانی
- والت ویتمن- (۱۸۱۹–۱۸۱۹)، شاعر آمریکایی، پرستار جنگ داخلی آمریکا